# 해운로
해운로(Haeun-ro)는 충청남도 서산시 해미면 서문삼거리에서 서산시 운산면 운곡삼거리를 잇는 도로이다.

## 주요경유지
충청남도
- 서산시 (해미면 - 운산면)

## 노선
| 이름          | 접속 노선                 | 소재지 | 소재지 | 비고 |
| ------------- | ------------------------- | ------ | ------ | ---- |
| 서문삼거리    | 남문2로                   | 서산시 | 해미면 |      |
| 조학교        |                           | 서산시 | 해미면 |      |
| 삼송교        |                           | 서산시 | 해미면 |      |
| 신창교        |                           | 서산시 | 해미면 |      |
| 가루고개      |                           | 서산시 | 운산면 |      |
| 숙용별 교차로 | 지방도 제618호선 (봉운로) | 서산시 | 운산면 |      |
| 운산삼거리    | 운암로                    | 서산시 | 운산면 |      |

## 주요 건물및 시설
- 운신초등학교 (해운로 539/신창리 304-1)
- HD현대오일뱅크 가야주유소 (해운로 1070/갈산리 247-4)
- 대철중학교 (해운로 1111/갈산리 419-16)